# Austrocarabodes foliaceisetus
Austrocarabodes foliaceisetus är en kvalsterart som beskrevs av Krivolutsky 1971. Austrocarabodes foliaceisetus ingår i släktet Austrocarabodes och familjen Carabodidae. Inga underarter finns listade.